# 龙关县
龙关县，河北省已撤销县名。

## 历史沿革
明改望云县为龙门卫。清康熙三十二年（公元1693年）改龙门卫为龙门县。
1914年因与广东省龙门县同名改为龙关县，属直隶省口北道。辖今赤城县的龙关镇、炮梁乡、雕鹗镇、大海陀乡、田家窑镇，宣化县赵川镇、李家堡乡、东望山乡，怀来县存瑞镇、王家楼回族乡。
1928年改属察哈尔省。1952年划归河北省张家口专区。1958年12月撤销赤城县并入龙关县，县驻地由龙关迁至赤城城关。1959年有13个人民公社，998个生产小队。1960年3月5日河北省报告国务院要求给该县改名。1960年5月10日国务院同意龙关县改称赤城县。